# 리더십 인스티튜트
리더십 인스티튜트 (Leadership Institute)는 버지니아주 알링턴에 위치한 비영리 기관이며 정치 기술을 가르친다.
1979년에 보수주의자인 모튼 블랙웰에 의해 창입되었다.  이 단체의 목적은 보수주의 활동가들의 수와 효율성을 늘리는 것이다.  이 단체는 미국 뿐만 아니라 해외의 보수주의자들을 초청하여 2014년까지 총 18,182명을 훈련하여 졸업시켰다.  졸업을 이수한 자는 마이크 펜스등과 여러 국회의원들이 있다.